# Luque (Paraguay)
Pour les articles homonymes, voir Luque.
Luque est une ville du Paraguay située dans le département Central.
Luque fait partie avec Asuncion, la capitale du pays, San Lorenzo et Capiatá de la liste des principales aires urbaines d'Amérique en 86e position avec 1 382 559 habitants. La ville seule comptait 170 433 habitants en 2002.
À Luque se situe l'aéroport international Silvio-Pettirossi, nommé en l'honneur d'un pionnier de l'aviation paraguayen, anciennement appelé aéroport Presidente Stroessner, aéroport desservant Asuncion (code IATA : ASU • code OACI : SGAS).

## Sport
À Luque se situe le quartier général de la CONMEBOL, la Confédération sud-américaine de football, ainsi que le Parque Olímpico Paraguayo, inauguré le 2 juin 2017. Il inclut le Musée du football sud-américain.

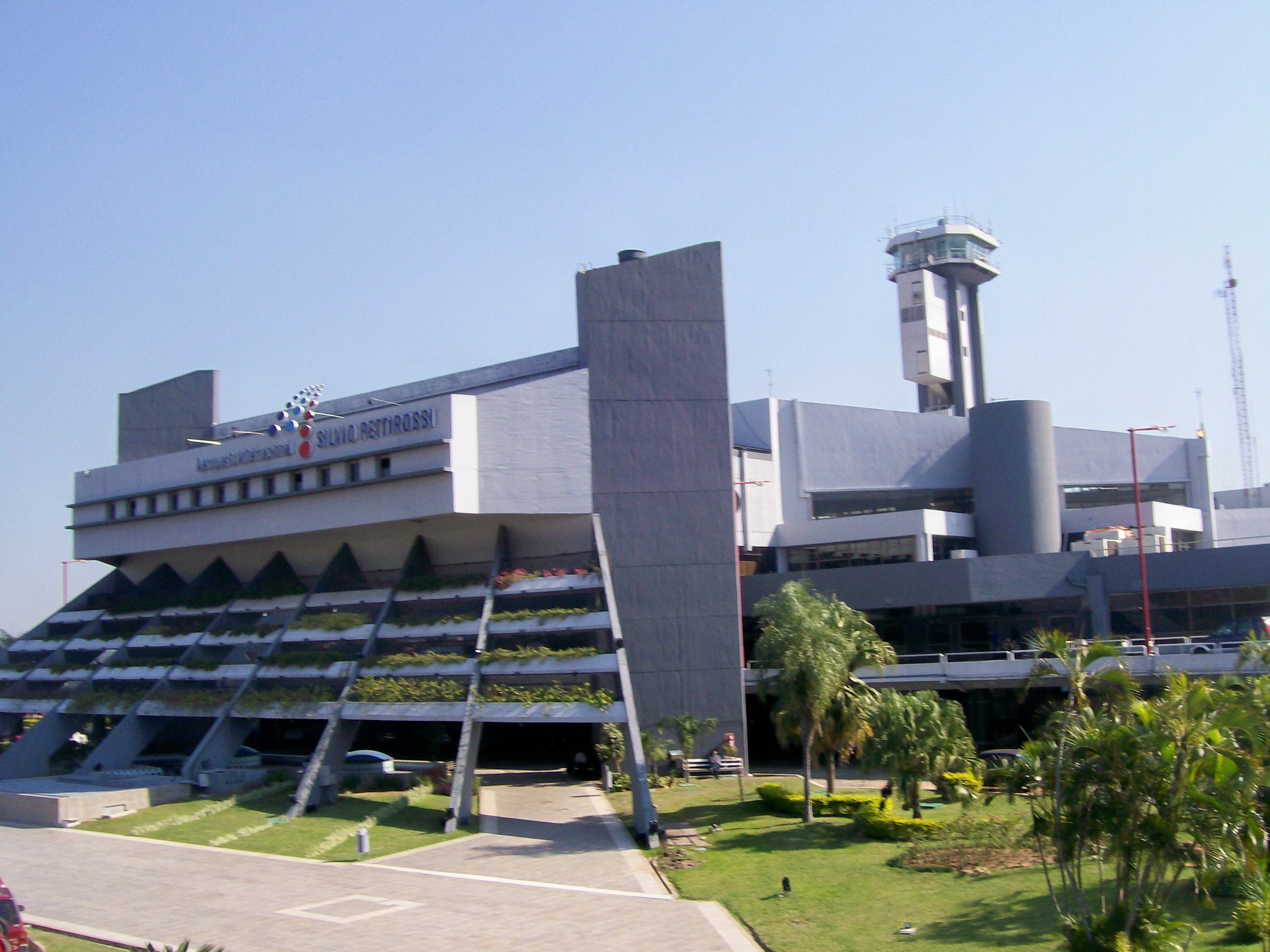
Aéroport Silvio Pettirossi à Luque.

En outre, Luque possède une équipe de football, la Sportivo Luqueño, prenant part au championnat du Paraguay de football.

## Personnalités liées à la commune
- José Luis Chilavert (1965-), footballeur, naissance,
- Julio César Romero (1960-), footballeur, naissance,
- Juan Bautista Torales (1956-), footballeur, naissance,
- Juan Bautista Villalba (1924-2003), footballeur, naissance (ayant joué au Club General Aquino de Luque).

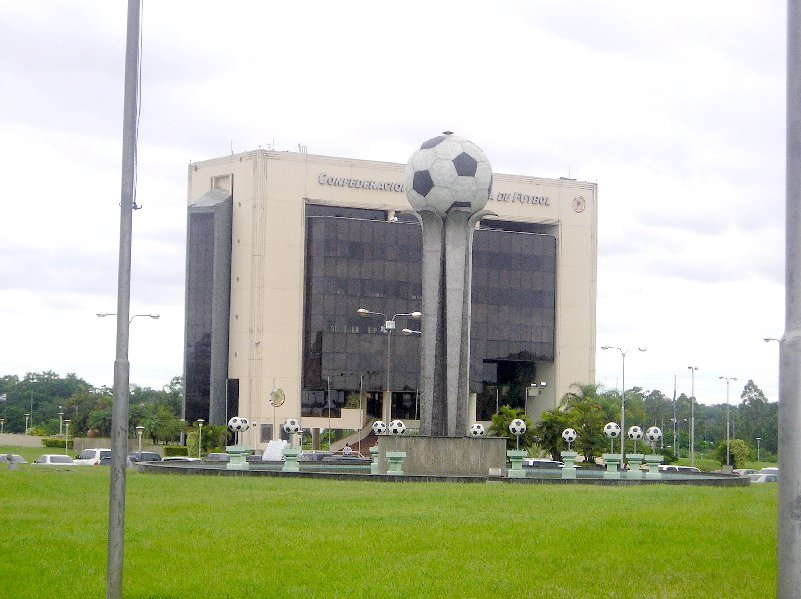
Bâtiment de la confédération Sud-américaine de Football à Luque.